# Eurytoma apionidis
Eurytoma apionidis är en stekelart som beskrevs av Jean Risbec 1951. Eurytoma apionidis ingår i släktet Eurytoma och familjen kragglanssteklar.
Artens utbredningsområde är Senegal. Inga underarter finns listade i Catalogue of Life.